# محوطه عبدل‌آباد
محوطه عبدل آباد مربوط به دوره ایلخانی تا اواخر دوره قاجار است و در شهرستان بردسکن، بخش شهرآباد، روستای عبدل‌آباد واقع شده و این اثر در تاریخ ۲۷ بهمن ۱۳۸۲ با شمارهٔ ثبت ۱۰۹۰۶ به‌عنوان یکی از آثار ملی ایران به ثبت رسیده است.